# Ulu Danau
Ulu Danau is een bestuurslaag in het regentschap Ogan Komering Ulu Selatan van de provincie Zuid-Sumatra, Indonesië. Ulu Danau telt 4349 inwoners (volkstelling 2010).